# Борисова, Елена Андреевна (металловед)
Елена Андреевна Борисова (29 августа 1920, Москва — 25 октября 2005) — специалист в области титановых сплавов, кандидат технических наук.

## Биография
В 1944 году окончила МВТУ. Работала во Всероссийском НИИ авиационных материалов, где прошла трудовой путь от техника до заместителя начальника лаборатории.
Принимала активное участие в разработке и внедрении титановых сплавов для летательных аппаратов и двигателей. Автор и соавтор ряда марок сплавов, составивших основу применения титана в авиационной промышленности (ВТ1-0, ВТ5-1, ВТ6С, ВТ20 и др.).
Под её руководством проведены исследования надёжности и работоспособности титановых сплавов в различных условиях: в сварных соединениях в широком интервале температур от криогенных до предельных для титановых сплавов; при длительных выдержках ёмкостей, работающих под давлением; по взаимодействию титановых сплавов с газами. Особую новизну составили её разработки специальных титановых сплавов, снижающих опасность «титанового пожара» компрессора при аварии.
Автор более 60 опубликованных работ и 30 авторских свидетельств.

## Семья
Была замужем за Н. М. Скляровым. Брак был бездетным.

## Награды
- Ленинская премия (1966).
- Почётный авиастроитель.
- Орден Трудового Красного Знамени[1].